# Рождество Богородично (Кадино село)
„Роджество Богородично“ или „Света Богородица“ (на македонска литературна норма: „Света Богородица“) е възрожденска православна църква в прилепското Кадино село, Северна Македония. Църквата е под управлението на Преспанско-Пелагонийската епархия на Македонската православна църква.
Църквата е гробищен храм, разположен в югозападната част на селото. Изградена е в 1862 година. Представлява еднокорабна засводена сграда. В 1980 година пострадва от пожар, при който изгаря инвентарът. В същата година е възстановена. В двора на църквата е гробът на българския революционер Методи Патчев, загинал в Кадино село в 1902 година.